# Василь Циєвський
Василе Чижєвський (рум.: Vasile Cijevschi також зазначається як Cijevschii, Cijevski або Tchizhevsky; 17 жовтня 1881 — 14 липня 1931) — бессарабський і румунський політик, адміністратор і письменник. Спочатку він був кар'єрним офіцером Російської імперії, він був активним в етнічному румунському політичному русі під час Російської революції, а пізніше в Молдавській Демократичній Республіці. Циєвський допоміг організувати захист республіки від більшовицького повстання, сприяв Бессарабсько-румунській унії 1918 року.

## Біографія
Циєвщий був уродженцем села Заїм Бендерського повіту, географічного центру Бессарабської губернії. Його рання кар'єра була в російській кавалерії, де він досяг чину ротмістра (капітана). Він брав участь у російсько-японській війні, коли також отримав академічну підготовку зі сходознавства та підготувався до кар'єри російської дипломатії. Після Лютневої революції 1917 року він більше не перебував на дійсній службі, до того часу почав цікавитися політичними справами. У квітні Циєвського було зареєстровано як одного з шести бессарабських посланників на Конгресі народів росії в Києві, де він виступав за емансипацію румунів, які жили під номінальною українською владою. Національна молдавська партія обрала його одним із головних делегатів.
До вересня 1917 року Циєвський також брав участь у Молдавському конгресі в Кишиневі, який закликав до автономії Бессарабії в складі Російської Республіки. Ця установа обрала Циєвського комісаром у справах Бессарабії, але, незважаючи на зусилля бессарабських лобістів, його призначення так і не було санкціоновано командуванням російської армії в Могильові. Невдовзі після Жовтневого перевороту Циєвський допоміг заснувати Всеросійський з'їзд молдавських воїнів, який діяв як перший законодавчий і виконавчий орган бессарабських автономістів. Його було обрано президентом цього Конгресу, а Штефан Голбан став його секретарем. Саме тут на початку листопада ротмістр представив іншим делегатам політичні варіанти, які випливають із самовизначення — автономія, (кон)федерація та унітарна незалежна держава. Цівєвський також видав накази про застосування етнічного критерію в освіті, виділення коштів на «націоналізацію» бессарабських шкіл і дорікання владі Акерманського повіту за опір цій тенденції. І він, і Голбан підписали свої імена під прокламацією Конгресу про самовизначення, яка стала правовим прецедентом у Молдавській Демократичній Республіці.
Після законодавчих виборів 1917 року Циєвський став представником Бендер у Бессарабських обласних зборах Сфатул Церій. У цьому законодавчому органі він очолював загальнорумунську фракцію «Молдавський блок», яка конкурувала з іншими партіями етнічних громад. У листопаді республіка призначила Циєвського комісаром бессарабських військ, які були залучені проти більшовицької агітації. У цьому відношенні він застосував власну філософію: замість створення загальнорумунської військової структури він надав значну частку членам усіх етнічних спільнот. Недостатньо підготовлена республіканська армія не могла впоратися з набігами російських дезертирів, і 22 грудня Циєвський подав у відставку. Він повернувся до законодавчих зборів, цього разу взявши участь у дебатах з делегатами етнічних меншин щодо прийняття румунської мови як офіційної мови Республіки. У лютому Циєвський написав статтю в однойменній газеті Sfatul, вітаючи створення культурного товариства Făclia. У творі також містилися його настанови бессарабській інтелігенції про боротьбу з більшовицькою агітацією серед селян.
У розпал румунської військової інтервенції в Бессарабії друзі Циєвського у Сфатул Церій допомогли схилити голосування на користь союзу з Румунією, що було проголошено законодавчим органом 9 квітня 1918 року. У Сфатул Циєвщий був тим, хто прочитав акт унії в російському перекладі. Того ж дня він ініціював обрання бессарабського емігранта Костянтина Стере почесним заступником для Сорок. Однак, як тільки румунська адміністрація перейшла до влади, запровадивши централізаційне законодавство та дерусифікацію, Циєвський підтримав повернення до регіональної автономії. Разом з Ніколаєм Александрі, Йоном Пескалуце, Васіле Гензулом та кількома іншими членами Сфатулу він видав офіційний протест проти надзвичайного стану та вимагав відновлення Цивільного кодексу Росії. Їхній меморандум був схвально сприйнятий білоемігрантськими спільнотами, які сприйняли його як доказ того, що Бессарабія все ще залишається лояльною до неіснуючої Російської імперії.
Депутатський мандат Циєвського закінчився 27 листопада 1918 року. У квітні наступного року він приєднався до Румунської ліги, сформованої навколо консерватора Володимира Герци; вона намагалася створити опозицію до більш лівої Бессарабської селянської партії, але зрештою не представила жодного кандидата на загальних виборах у листопаді 1919 року (крім Кагулського повіту). Після цього епізоду Циєвський відійшов від національної політики. Все ще працюючи в Асоціації ветеранів Молдови та деякий час працюючи в Кишинівському громадському банку, він працював головним чином державним службовцем у мера Кишинева, наглядаючи за місцевими школами. Його діяльність була зосереджена насамперед на Академії мистецтв, яку він допомагав відновлювати. Під його керівництвом у школі працювали педагоги, яких у Румунії не сприймали за їхні нібито комуністичні симпатії. Захоплювався художньою прозою: оповідання «Unei prietene» («Подрузі») було опубліковано в журналі Viața Basarabiei в 1934 році.
У 1920-х роках Циєвський об'єднався з Народною партією, редагував її регіональну російськомовну газету «Наше слово». Як носія «східних мов», його попросили переглянути археологічні знахідки в Галілешті, але він не зміг прочитати таємничі написи. Він також працював головним редактором трьох інших видань: Gazeta-Lei, Bessarabskaya Mysl та România Nouă Онісіфора Гібу. Помер 14 липня 1931 року, похований на Центральному кладовищі «Арменеск» у Кишиневі. Циєвський був посмертно вшанований на 20-річчя Бессарабської автономії в 1937 році. У його рідному селі Заїм зараз розташована публічна бібліотека імені Василя Циєвського.